# Hippolyte Morestin
Pour les articles homonymes, voir Hippolyte et Morestin.
Hippolyte Morestin est un médecin et chirurgien français né le 1er septembre 1869 à Basse-Pointe (Martinique) et mort le 12 février 1919 à Paris. Pionnier de la chirurgie esthétique, il est notamment connu pour avoir réparé les visages de nombreux soldats défigurés pendant la Première Guerre mondiale (les « Gueules cassées »), en inventant des techniques toujours utilisées en médecine contemporaine.
Professeur agrégé d'anatomie à la Faculté de médecine de Paris, spécialiste de chirurgie réparatrice à l'Hôpital du Val-de-Grâce, il est l'auteur d'importantes contributions, notamment dans le domaine de la chirurgie maxillo-faciale lors de la Grande guerre.

## Biographie

### Jeunesse et études
Hippolyte Morestin naît le 1er septembre 1869 à Basse-Pointe en Martinique. Fils du Dr Charles Amédée Morestin (1837-1901), médecin à l'Hôpital civil de Saint-Pierre,,, il est issu du milieu aisé des Blancs créoles de cette ville.
Il passe son enfance en Martinique, étudiant au séminaire collège de Saint-Pierre, où il est un élève médiocre et turbulent. À l'âge de 14 ans, son père l'envoie poursuivre ses études en Métropole, avec son frère aîné. Il intègre le lycée Louis-le-Grand à Paris, et passe un bac littéraire, puis un bac scientifique l'année d'après. Il s'inscrit ensuite à la faculté de médecine, où il se révèle un bon élève.
Il devient interne des hôpitaux de Paris en 1890, puis obtient son doctorat en 1894, à l'âge de 25 ans.

### Carrière médicale
Il se prend de passion pour la chirurgie esthétique, et développe une connaissance approfondie de l'anatomie humaine ainsi qu'une grande dextérité manuelle. Il se spécialise alors dans la chirurgie des articulations et dans l'opération des cancers labio-bucco-pharyngés et maxillaires.
Hippolyte Morestin est notamment connu pour opérer de nombreux « cas difficiles » avec un soin inédit pour l'époque, tels des lupus, des kystes, des appendicites ou des becs de lièvre. Il est également connu pour soigner sans distinction d'âge, de fortune ou de provenance, opérant même gratuitement des patients martiniquais dans le besoin lorsqu'il fait des séjours sur son île natale,.
Il travaille au sein de plusieurs institutions médicales parisiennes, dont l’hôpital Saint-Antoine, l’hôpital Tenon ainsi que l’hôpital Saint-Louis, où il devient chef de service. En 1904, il obtient son agrégation en chirurgie, puis se met à enseigner l'anatomie à la Faculté de médecine de Paris.
Ayant acquis une bonne réputation auprès de ses pairs dans le domaine de la chirurgie maxillo-faciale, il participe à des congrès de médecine et de sociétés savantes, en France comme à l'étranger (notamment à Bruxelles, Madrid et New York). En 35 ans de carrière, il rédige plus de 600 articles publiés dans des revues médicales spécialisées,. Au fur et à mesure que sa réputation s'installe, sa clientèle évolue et se fidélise : des femmes viennent ainsi le consulter pour subir des opérations à objectif purement esthétique (visage, cou, seins, ventre).
Pendant la Première Guerre mondiale, il est mobilisé en tant que médecin aide-major de deuxième classe. Il est l'un des premiers chirurgiens à opérer des Gueules cassées, ces soldats défigurés pendant les combats, notamment à l'hôpital militaire du Val-de-Grâce ainsi qu'à l'hôpital Rothschild à Paris. Il en opère ainsi plusieurs milliers,.
Pendant sa carrière, et notamment en opérant les Gueules cassées pendant la Grande Guerre, Hippolyte Morestin invente de nombreuses techniques et gestes encore utilisés et enseignés en médecine contemporaine. Il invente ainsi ce qu'il appelle des « autoplasties par jeu de patience », technique consistant à reconstituer progressivement un visage sans apport de tissus étrangers. Il a aussi opéré des tumeurs en passant par le plancher buccal, ou encore inventé un appareil pour aspirer le sang et la salive. Il défend en outre ardemment le recours aux transplantations cartilagineuses,.
Après la fin de la Première Guerre mondiale, sur demande de Georges Clemenceau, Hippolyte Morestin choisit cinq soldats défigurés parmi ses patients, pour qu'ils soient présents lors de la signature du Traité de Versailles le 28 juin 1919.
De santé fragile, atteint de tuberculose, il meurt à l'âge de 49 ans, le 12 février 1919 à Paris, des suites d'une pneumonie, probablement contaminé par le virus de la grippe espagnole,. À sa mort, ses confrères lui rendent un hommage unanime. Lors de ses obsèques, un cortège composé de soignants et de patients accompagne son cercueil depuis la chapelle du Val-de-Grâce jusqu'au cimetière du Père-Lachaise, où il est enterré.

### Vie privée
Hippolyte Morestin reste célibataire toute sa vie et meurt sans aucun descendant,.
En 1902, l'éruption de la Montagne Pelée (Martinique) cause la mort de 21 membres de sa famille et la perte de tous ses biens familiaux sur l'île, ce qui le marquera profondément.

## Influence
Durant sa carrière, Hippolyte Morestin forme plusieurs médecins devenus célèbres : dont Georges Duhamel (devenu aussi écrivain), Thierry de Martel (neurochirurgien), Raymond Passot, Suzanne Noël et Léon Dufourmentel. Il a également influencé le chirurgien britannique Harold Gillies, qui fut attaché au British General Hospital à Rouen pendant la guerre,.

### Éponymie

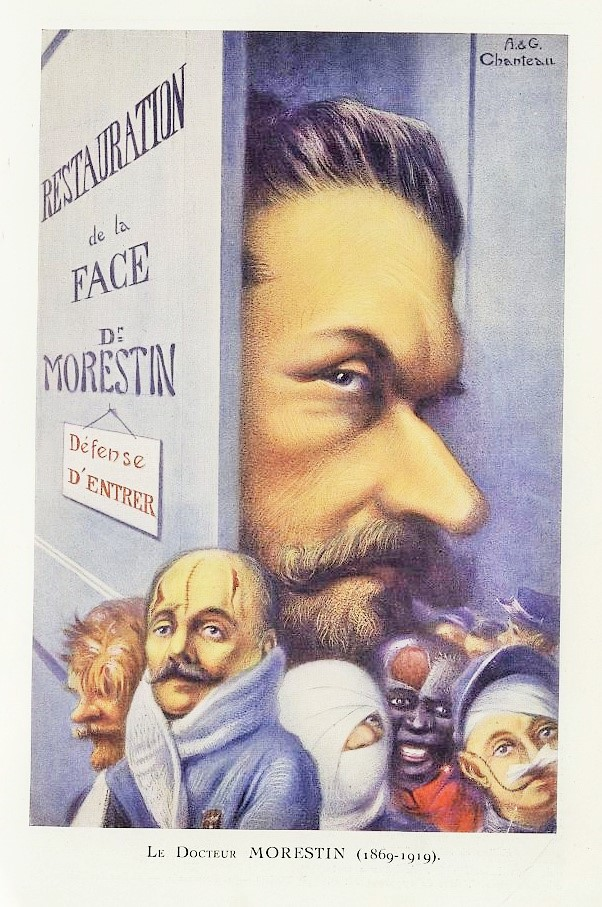
« Le Docteur Morestin (1869-1919) », [portrait charge par A. & G. Chanteau], Chanteclair, 1922. Coll. de la Bibliothèque interuniversitaire de Santé.

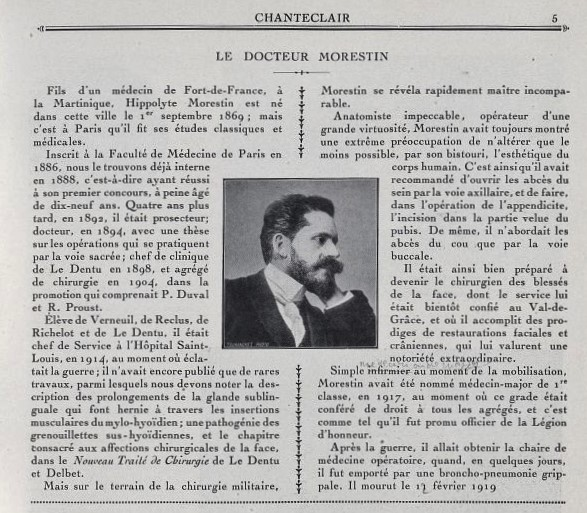
« Le Docteur Morestin », Chanteclair, 1922, p. 13. Coll. de la Bibliothèque interuniversitaire de Santé.

- Colique salivaire de Morestin : douleur intense et brutale du plancher de la bouche signant la rétention de salive dans la lithiase sous-mandibulaire.
- Syndrome de Morestin (ou syndrome d'Ollivier-Perthes)[8] : asphyxie traumatique[9], hyperpression brutale du système-cave supérieur par écrasement du thorax par effet de blast, risquant de provoquer une cécité.
- Méthode de Morestin (ou opération de Mustardé) : otoplastie.
- Opération de Souligoux-Morestin.

## Œuvres et publications
- Des Opérations qui se pratiquent par la voie sacrée, G. Steinheil (Paris), 1894, in-8°, VII-400 p., lire en ligne sur Gallica.
- « Pathogénie de la grenouillette sus-hyoïdienne », in: Gazette des Hôpitaux Civils et Militaires, 1897, vol. 70, p. 529-533.
- Anomalies musculaires, G. Steinheil (Paris), 1897, 15 p.
- Tumeur salivaire parotidienne, G. Steinheil (Paris), 1900, 8 p., in-8, lire en ligne sur Gallica.
- Le cancer de la joue, impr. de F. Levé (Paris), 1900,14 p., in-8, lire en ligne sur Gallica.
- Les formes bénignes de psoïtis, impr. de F. Levé (Paris), 1900,13 p., in-8, lire en ligne sur Gallica.
- Traitement opératoire du pied plat, impr. de F. Levé (Paris), 1901, in-8°, 9 p., lire en ligne sur Gallica.
- Titres et travaux, Impr. A.-G. Lemasle (Le Havre), 1901, Texte intégral.
- Traitement d'un volumineux angiome de la joue et de la région parotidienne, impr. de F. Levé (Paris), 1901, in-8°, 12 p., lire en ligne sur Gallica.
- « De l’ablation esthétique des tumeurs du sein », in: Bull Mém Soc Chir Paris, 1903, vol. 29, p. 562.
- « De la reposition et du plissement cosmétiques du pavillon de l’oreille », in: Rev Orthop, 1903, vol. 4, p. 394.
- Titres et travaux, G. Steinheil (Paris), 1904, Texte intégral.
- Traumatisme articulaires, O. Doin (Paris°, 1904, 127 p.
- Chirurgie générale des articulations, Doin (Paris), 1907, Texte intégral et lire en ligne sur Gallica.
- « Torsion d'un appendice épiploïque du gros intestin », in: Bull. et mem. Soc. anat. de Paris, 1912, vol. 87, p. 391-394.
- « De la correction des flexions permanentes des doigts », in: Rev Chir, 1914, vol. 50, p. 1-27.
- « Les transplantations cartilagineuses dans la chirurgie réparatrice », in: Bulletin et mémoire de la Société de Chirurgie de Paris, 1915, vol. 41, p. 2046.
- « Quelques cas de greffes graisseuses appliquées à la chirurgie réparatrice », in: Bull, et Mem. Soc. Chir. de Par, 1915, vol. 41, p. 1631.
- « Cicatrice très étendue du crane réduite par des excisions successives », in: Bull Et Mon de Soc de Chir, 1916, vol. 150, p. 2052-2054.
- « Deux cas de reconstitution de l'os malaire et du contour orbitaire à l'aide de transplants cartilagineux », in: Bull Mem Soc Chir, Paris, 1916, vol. 42, p. 1700-1707.
- « La cure radicale du cancer de la langue », in: J. de chir, 1919, vol. 15, p. 221-252.
- « Les Blessures de la face », in: Évolution de la chirurgie de guerre. Science et dévouement, Éditions Aristide Quillet (Paris), 1918, p. 137-159.

En collaboration
- avec Maurice-Auguste Chevassu, Jean François Auguste Le Dentu, Pierre Delbet, Anselme Schwartz: Nouveau traité de chirurgie clinique et opératoire, J. B. Baillière et fils (Paris), 1911.

## Titres et distinctions
- Médecin major de 1re classe au Val-de-Grâce.
- Officier de la Légion d'honneur[10] le 30 décembre 1918.